# Kirchberg an der Iller
Pour les articles homonymes, voir Kirchberg.
Kirchberg an der Iller est une commune de Bade-Wurtemberg (Allemagne), située dans l'arrondissement de Biberach, dans la région Donau-Iller, dans le district de Tübingen.

## Historique
5 juin 1800 : Bataille, ou combat, de Kirchberg entre les troupes françaises et autrichiennes,.